# Грузія на Європейських іграх 2015
Грузія на перших Європейських іграх у Баку була представлена 104 атлетами.

## Медалісти
| Медаль | Спортсмен           | Вид спорту         | Дисципліна             | Дата      |
| ------ | ------------------- | ------------------ | ---------------------- | --------- |
| Золото | Автанділ Чрикішвілі | Дзюдо              | Чоловіки, до 81 кг     | 26 червня |
| Золото | Адам Окруашвілі     | Дзюдо              | Чоловіки, понад 100 кг | 27 червня |
| Срібло | Елізбар Одікадзе    | Вільна боротьба    | Чоловіки, до 97 кг     | 17 червня |
| Срібло | Хатуна Нариманідзе  | Стрільба з лука    | Змішана команда        | 17 червня |
| Срібло | Лаша Пхакадзе       | Стрільба з лука    | Змішана команда        | 17 червня |
| Срібло | Бека Ломтадзе       | Вільна боротьба    | Чоловіки, до 61 кг     | 18 червня |
| Срібло | Нугзар Таталашвілі  | Дзюдо              | Чоловіки, до 73 кг     | 26 червня |
| Срібло | Варлам Ліпартеліані | Дзюдо              | Чоловіки, до 90 кг     | 27 червня |
| Срібло | Бека Гвініашвілі    | Дзюдо              | Чоловіки, команда      | 28 червня |
| Срібло | Варлам Ліпартеліані | Дзюдо              | Чоловіки, команда      | 28 червня |
| Срібло | Ушангі Маргіані     | Дзюдо              | Чоловіки, команда      | 28 червня |
| Срібло | Левані Матіашвілі   | Дзюдо              | Чоловіки, команда      | 28 червня |
| Срібло | Адам Окруашвілі     | Дзюдо              | Чоловіки, команда      | 28 червня |
| Срібло | Аміран Папінашвілі  | Дзюдо              | Чоловіки, команда      | 28 червня |
| Срібло | Лаша Шавдатуашвілі  | Дзюдо              | Чоловіки, команда      | 28 червня |
| Срібло | Нугзар Таталашвілі  | Дзюдо              | Чоловіки, команда      | 28 червня |
| Срібло | Автанділ Чрикішвілі | Дзюдо              | Чоловіки, команда      | 28 червня |
| Бронза | Джумбер Квелашвілі  | Вільна боротьба    | Чоловіки, до 74 кг     | 17 червня |
| Бронза | Сандро Амінашвілі   | Вільна боротьба    | Чоловіки, до 125 кг    | 18 червня |
| Бронза | Гено Петріашвілі    | Вільна боротьба    | Чоловіки, до 86 кг     | 18 червня |
| Бронза | Саломе Пажава       | Художня гімнастика | Стрічка                | 21 червня |
| Бронза | Вахтанг Чидрашвілі  | Самбо              | Чоловіки, до 57 кг     | 22 червня |
| Бронза | Каха Мамулашвілі    | Самбо              | Чоловіки, до 74 кг     | 22 червня |
| Бронза | Давіт Карбелашвілі  | Самбо              | Чоловіки, до 90 кг     | 22 червня |
| Бронза | Аміран Папінашвілі  | Дзюдо              | Чоловіки, до 60 кг     | 25 червня |